# Битва на Буге
Битва на Буге (пол. Bitwa pod Wołyniem) — сражение 1018 года в ходе междоусобной войны на Руси 1015—1019 годов и киевского похода Болеслава I. Польский князь, выступивший на стороне Святополка Окаянного, одержал победу над войском Ярослава Мудрого.

## Предыстория
После смерти Владимира Святославича его сын Ярослав в 1016 году во главе новгородского войска и варяжских наёмников в битве под Любечем одержал победу над Святополком и его союзниками печенегами и стал великим князем киевским. В 1017 году Киев выдержал печенежскую осаду. В 1018 году на Русь двинулся Болеслав Храбрый. Согласно Титмару Мерзебургскому, в его войске помимо поляков были также печенеги, венгры и немцы. Навстречу Болеславу на Волынь выступил Ярослав с киевско-новгородско-варяжским войском.

## Ход битвы
Оба войска сошлись у реки Западный Буг близ города Волынь (ныне пол. Gródek nad Bugiem). На протяжении некоторого времени ни одна из сторон не решалась перейти реку. Согласно летописи, воевода и кормилец Ярослава Блуд стал посмеиваться над тучностью Болеслава, в результате чего тот принялся пересекать реку, увлекая за собой своих воинов. Ярослав Мудрый потерпел сокрушительное поражение, после которого согласно летописи бежал в Новгород. Блуд был убит.
Ход битвы описан в ряде русских летописей, а также у Титмара Мерзебургского, Галла Анонима, Винцентия Кадлубка и других. При этом обстоятельства битвы в различных источниках существенно расходятся.

## Последствия
Святополк вошёл в Киев и разместил польские войска в разных городах Руси. За помощь в завоевании киевского престола он отдал Болеславу завоёванные Владимиром Святославичем Червенские города. Пребывание поляков вызвало недовольство и Киевское восстание 1018 года, в ходе которого поляки были изнаны из пределов Руси. В 1019 году Ярослав, собрав в Новгороде новое войско, вновь выступил в поход на Киев. Святополк оказался неготовым к противостоянию и бежал к печенегам, уступив Ярославу киевский престол. В том же году Святополк проиграл Ярославу в решающей битве на Альте.